# Giải thưởng Âm nhạc Mỹ năm 2013
Giải thưởng Âm nhạc Mỹ lần thứ 41 sẽ được tổ chức vào ngày 24 tháng 11 năm 2013 tại Nhà hát Nokia Theatre ở Los Angeles. Lễ trao giải này tôn vinh những nghệ sĩ và album xuất sắc nhất trong năm 2013. Và sẽ phát sóng trực tiếp trên kênh ABC. Các đề cử đã được công bố vào ngày 10 tháng 10 năm 2013, bởi Kelly Clarkson và will.i.am. Macklemore và Ryan Lewis dẫn đầu với sáu đề cử, tiếp theo là Taylor Swift và Justin Timberlake với 5 đề cử. Vào ngày 05 tháng 11 thông báo rằng Pitbull sẽ dẫn chương trình.

## Biểu diễn
Bắt đầu
- Jesse McCartney
- Fifth Harmony

Giữa chương trình
- Lady Gaga
- Kelly Clarkson
- Miley Cyrus
- Imagine Dragons
- One Direction
- Florida Georgia Line
- Pitbull và Ke$ha
- Luke Bryan
- Kendrick Lamar
- Macklemore & Ryan Lewis
- Justin Timberlake

## Đề cử
| Nghệ sĩ của Năm | Nghệ sĩ Mới của Năm                                                                                                  |
| --- | --- |
| - Macklemore và Ryan Lewis - Bruno Mars - Rihanna - Taylor Swift - Justin Timberlake                                                                                 | - Florida Georgia Line - Ariana Grande - Imagine Dragons - Macklemore và Ryan Lewis - Phillip Phillips               |
| Nam Nghệ sĩ Pop/Rock được Yêu thích Nhất | Nữ Nghệ sĩ được Yêu thích Nhất                                                                                       |
| - Bruno Mars - Robin Thicke - Justin Timberlake | - P!nk - Rihanna - Taylor Swift                                                                                      |
| Ban nhạc/Cặp đôi/Nhóm nhạc Pop/Rock được Yêu thích Nhất | Album Pop/Rock được Yêu thích Nhất                                                                                   |
| - Imagine Dragons - Macklemore và Ryan Lewis - One Direction | - Take Me Home – One Direction - Red – Taylor Swift - The 20/20 Experience – Justin Timberlake                       |
| Nam Nghệ sĩ Đồng quê được Yêu thích Nhất | Nữ Nghệ sĩ Đồng quê được Yêu thích Nhất                                                                              |
| - Luke Bryan - Hunter Hayes - Blake Shelton | - Miranda Lambert - Taylor Swift - Carrie Underwood                                                                  |
| Ban nhạc/Cặp đôi/Nhóm nhạc Đồng quê được Yêu thích Nhất | Album Đồng quê được Yêu thích Nhất                                                                                   |
| - The Band Perry - Florida Georgia Line - Lady Antebellum | - Crash My Party – Luke Bryan - Here's to the Good Times – Florida Georgia Line - Red – Taylor Swift                 |
| Nghệ sĩ Rap/Hip-Hop được Yêu thích Nhất | Album Rap/Hip-Hop được Yêu thích Nhất                                                                                |
| - Jay-Z - Lil Wayne - Macklemore và Ryan Lewis | - Magna Carta... Holy Grail – Jay Z - Good Kid, M.A.A.D City – Kendrick Lamar - The Heist – Macklemore và Ryan Lewis |
| Nam Nghệ sĩ Soul/R&B được Yêu thích Nhất | Nữ Nghệ sĩ Soul/R&B được Yêu thích Nhất                                                                              |
| - Miguel - Robin Thicke - Justin Timberlake | - Ciara - Rihanna - Alicia Keys                                                                                      |
| Album Soul/R&B được Yêu thích Nhất | Nghệ sĩ Alternative được Yêu thích Nhất                                                                              |
| - Unapologetic – Rihanna - Blurred Lines – Robin Thicke - The 20/20 Experience – Justin Timberlake                                                                   | - Imagine Dragons - The Lumineers - Mumford & Sons                                                                   |
| Nghệ sĩ Adult Contemporary được Yêu thích Nhất | Nghệ sĩ Latin được Yêu thích Nhất                                                                                    |
| - Maroon 5 - Bruno Mars - P!nk | - Marc Anthony - Prince Royce - Romeo Santos                                                                         |
| Nghệ sĩ Contemporary Inspirational được Yêu thích Nhất | Nhạc Dance Điện tử được Yêu thích Nhất                                                                               |
| - tobyMac - Chris Tomlin - Matthew West | - Avicii - Daft Punk - Calvin Harris - Zedd                                                                          |
| Single của năm | Nhạc phim yêu thích                                                                                                  |
| - "Cruise" - Florida Georgia Line feat. Nelly - "Thrift Shop" - Macklemore và Ryan Lewis feat. Wanz - "Blurred Lines" - Robin Thicke feat. Pharrell Williams và T.I. | - The Great Gatsby – nhiều ca sĩ - Les Misérables – nhiều ca sĩ - Pitch Perfect – nhiều ca sĩ                        |